# サラ・マレー (アイスホッケー)
- サラ・マレー
- セラ・マレー
- セラ・マリー

サラ・マレー（英語: Sarah Murray、1988年4月28日 – ）は、アメリカ合衆国とカナダの元アイスホッケー選手、指導者。シャタック・セント・メリーズ校でヘッドコーチを務める。

## 経歴

### 選手経歴

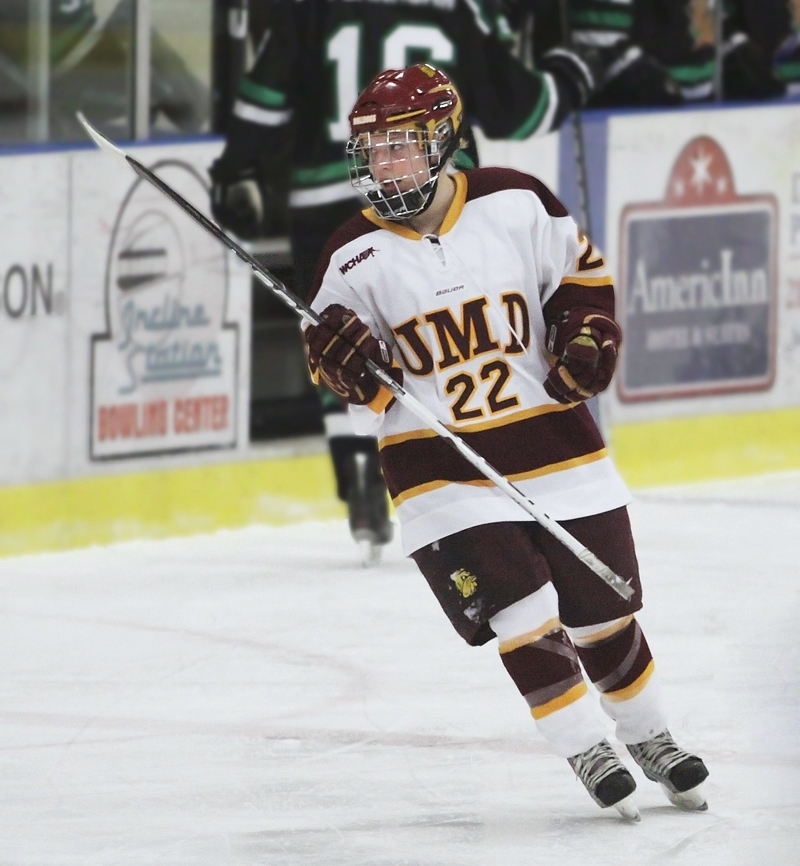
選手時代（2010年）。

新人時代の2007年、WCHAプレーオフ1次ラウンドで足首を折る怪我を負った。この負傷以降は108試合連続で試合出場を続けた。通算として生涯153試合に出場。ミネソタ大学ダルース校の中でも歴代3位タイの記録となった。全米大学体育協会1部国内選手権に出場し、ミネソタ大学ダルース校は2008年に全国4位、2010年に全国5位の成績を収めた。

### 指導者経歴
2014年にアイスホッケー女子韓国代表のヘッドコーチに就任した。フィンランドのヴィエルマキで開催された2016年ハイパフォーマンスキャンプに帯同し、赤チームのコーチングを担当した。マレーの他、赤チームに入ったコーチ陣にはメンターコーチのピーター・スミスや、アシスタントコーチのエヴァ＝マリア・ヴェルウォーナー、アスリートアンバサダーのリンジー・フライらがいた 。
オリンピック終了後は2018-19年シーズンはオワトナ高等学校でヘッドコーチを務めた。
2019-20年シーズンから2022-23年シーズンまでセント・メアリーズ・ユニバーシティ・オブ・ミネソタでヘッドコーチを務める。
2023-24年シーズンからはシャタック・セント・メリーズ校でヘッドコーチを務める。

## 私生活
1988年4月28日、ミネソタ州フェアリボーでアンディとルースの子として誕生した。マレーの父親であるアンディはナショナルホッケーリーグ(NHL)のセントルイス・ブルースとロサンゼルス・キングスでヘッドコーチを務め、西ミシガンブロンコズ男子アイスホッケーチームでもヘッドコーチを務めた。
マレーの兄弟のブレイディとジョーダンも、同じプロアイスホッケー選手だった。ブレイディはノースダコタ大学男子アイスホッケーチームでプレーし、2003年のNHLドラフト5巡目でロサンゼルス・キングスから指名を受けた。ジョーダンもまたウィスコンシン大学でプレーした。なお、マレーも兄弟3人とともにアメリカ合衆国とカナダの二重国籍を保有している。

## 選手成績

### 全米大学体育協会
| 年      | 試合 | ゴール | アシスト | ポイント | 反則分数 | 決勝点 | パワープレーゴール | ショートハンドゴール |
| 2006-07 | 34   | 0      | 2        | 2        | N/A      | 0      | 0                  | 0                    |
| 2007-08 | 39   | 1      | 3        | 4        | 12       | 0      | 0                  | 0                    |
| 2008-09 | 39   | 0      | 6        | 6        | 6        | 0      | 0                  | 0                    |
| 2009-10 | 41   | 2      | 4        | 6        | 12       | 0      | 0                  | 0                    |

## 受賞
- WCHA学者競技者賞（2008年）
- WCHA学者競技賞（2009年）
- WCHA学者競技賞（2010年）[6]